# =LOVE

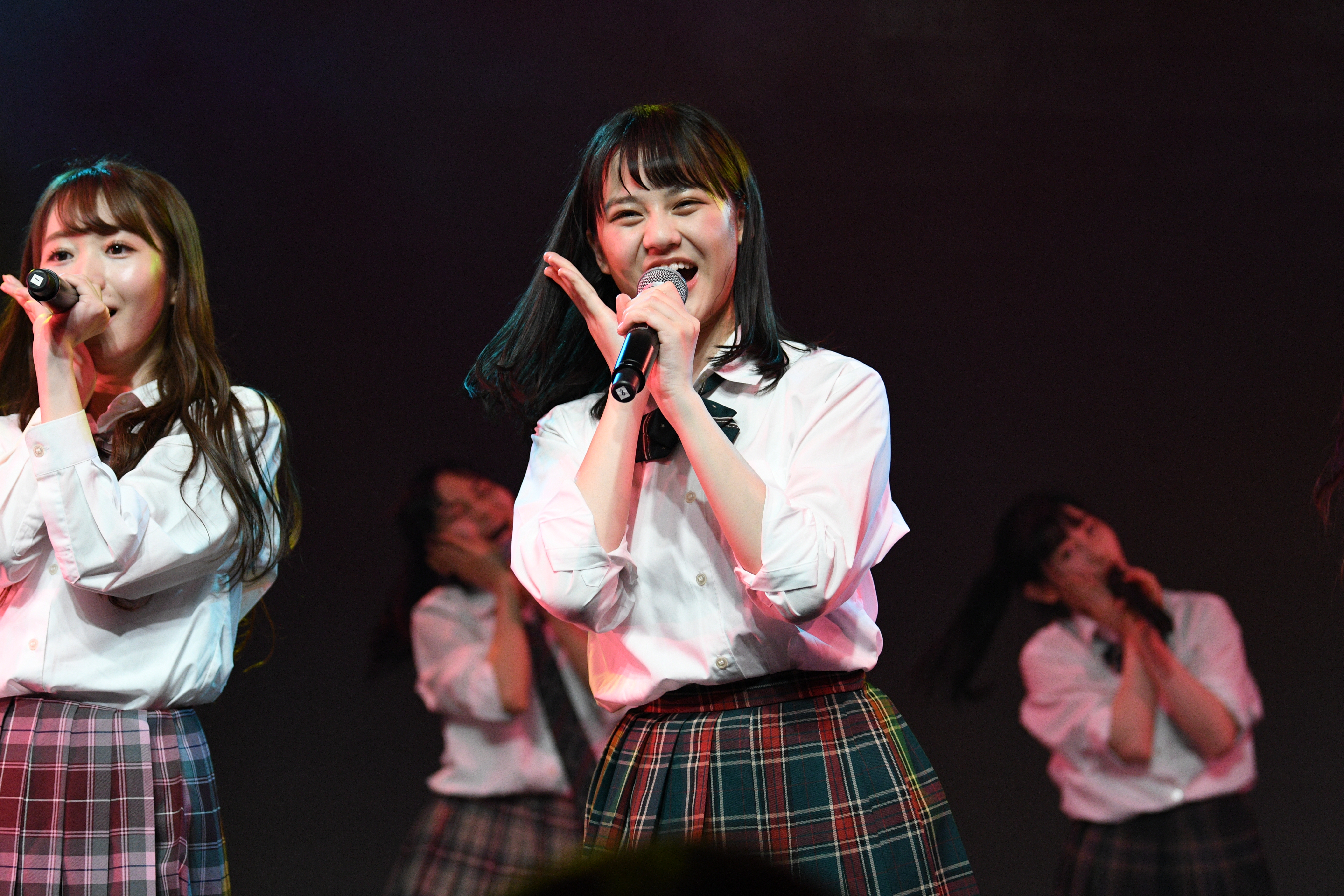
2018年台北三創演唱會

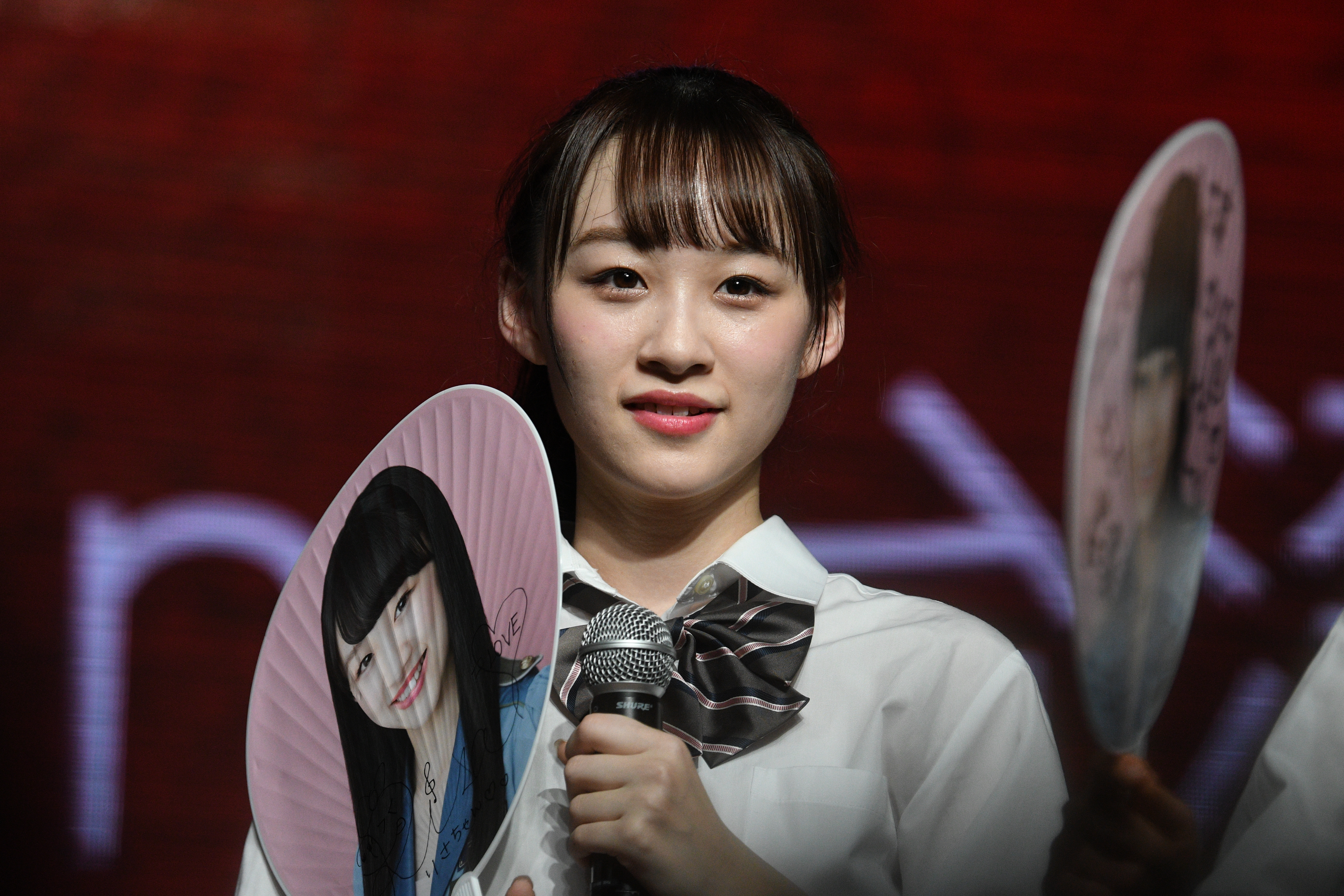
2018年台北三創演唱會

=LOVE（日语：／ ikōru rabu */?）是2017年成立的日本女子偶像團體，由指原莉乃擔任總製作人。簡稱「等愛」（イコラブ）。

## 概要
該團體是由當時為HKT48在籍偶像的指原莉乃領銜製作、加上以聲優養成著稱的代代木動畫學院，出於「聲優教育」而誕生的「聲優偶像」，於2017年開始活動。
團名「=LOVE」以英文讀做，注音假名轉寫成，意為「等於愛」。指原認為「偶像必須被粉絲喜愛，自己也必須喜愛偶像這份工作」、「覺得偶像就是愛」，因而命名。

## 歷史

### 2017年
- 1月30日深夜，指原莉乃在個人SHOWROOM頻道發表由演藝養成學校代代木動畫學院舉辦、自己擔任製作人的聲優偶像甄選活動，當日中午開放網路報名，預計2017年夏季出道[3][4]。
- 4月29日，徵選的最終審查後，宣布共有13人合格（當中1人在成員正式披露前辭退）；與此同時，指原公布團名為「=LOVE」[5]。
- 8月5日，成员于“TOKYO IDOL FESTIVAL（日语：TOKYO IDOL FESTIVAL） 2017”舉行首次Live（現場表演），在活动中首次亮相[6]。
- 9月6日，自唱片公司SACRA MUSIC发行出道單曲《=LOVE》[6]。
- 11月15日，成员将不定期来店的咖啡店开业[7]。
- 12月6日，发行第二张单曲《我们的制服圣诞节》[8]。

### 2018年
- 2月15日-18日，舞台《Anitere×=LOVE 舞台計劃「動物朋友」》由Anitere、=LOVE和Amazon Japan合辦的舞台劇第一彈與動物朋友合作，於AiiA 2.5 Theater Tokyo演出共6場公演[9]。
- 3月25日，於 Syntrend 三創生活園區5樓進行首場海外單獨特別公演。
- 5月16日，發行第三張單曲《為時已晚的警告》。
- 7月16日-22日，2.5次元舞台「女友伴身邊」於品川プリンスホテル クラブeX（日语：品川プリンスホテル クラブeX）演出共10場公演。
- 10月17日，發行第四張單曲《Want you! Want you!》。

### 2019年
- 1月1日，於天王洲銀河劇場舉辦元日公演。
- 2月16日，於昭和女子大学人見記念講堂舉辦首場演唱會「初めまして、＝LOVEです。」
- 2月24日，姐妹團“≠ME”正式公開，成員分別為：尾木波菜、落合希來里、蟹澤萌子、河口夏音、櫻井桃、菅波美玲、鈴木瞳美、谷崎早耶、富田菜菜風、永田詩央里、本田珠由記[10]，以及稍後公布的川中子奈月心。
- 4月24日，發行第五張單曲《去尋找鑽石百合》。
- 8⽉17⽇，於日比谷野外音乐堂舉辦與≠ME的合同演唱會「＝LOVE ≠ME スペシャルコンサート『24 girls』」[11]。
- 9月12日，於中野サンプラザホール（日语：中野サンプラザホール）舉辦出道2周年演唱會「=LOVE デビュー2周年記念コンサート」[12]。
- 10月30日，發行第六張單曲《好狡猾好狡猾》。
- 12月25日，舉辦首次全國巡迴「=LOVE Winter Tour『866』」，從仙台・Rensa開始、12月27日於福岡・Drum LOGOS、2020年1月10日於名古屋・Zepp Nagoya、1月12日於大阪・Zepp Namba（OSAKA）、1月17日於東京・Zepp Tokyo共五都市[13][14]。

### 2020年
- 6月27日，於天王洲 銀河劇場舉辦無觀眾演唱會「次に会えた時 何を話そうかな」[15]。
- 7月8日，發行第七張單曲《CAMEO》。
- 9月2日，首次DVD『=LOVE 1stコンサート「初めまして、＝LOVEです。」』&『=LOVE デビュー2周年記念コンサート』兩場演唱會DVD同時發售[16]。
- 9月6日，於パシフィコ横浜舉辦出道3周年演唱會「=LOVE 3rd ANNIVERSARY PREMIUM CONCERT」[17]。
- 10月24日，於ぴあアリーナMM舉辦與≠ME的合同演唱會「=LOVE ≠ME スペシャルコンサート『24girls 2020』」[18]。
- 11月25日，發行第八張單曲《青春“潛意識”》[19]。
- 11月27日，舉辦冬季巡迴 WINTER TOUR『You all are "My ideal" 』首場從TDCホール開始、12月4日於大宮ソニックシティホール、12月19、20日於松戸市文化会館森のホール21、隔年2021年1月16、17日於日本武道館舉行最終場[18]。

### 2021年
- 5月8日 - 7月7日，舉辦=LOVE全國巡迴「全部、内緒。」[20]。
- 5月12日，發行首張專輯《全部、保密。》[21]。
- 8月25日，發行第九張單曲《週末檸檬蛋糕》[22]。
- 9月17日，首次出演テレビ朝日「MUSIC STATION」[23]。
- 9月20日，於幕張メッセ・イベントホール舉辦出道4周年演唱會「=LOVE 4th ANNIVERSARY PREMIUM CONCERT」[24]。
- 10月9日，於富士急ハイランド コニファーフォレスト舉辦與≠ME的合同演唱會「イコノイフェス2021」[25]。
- 12月15日，發行第十張單曲《The 5th》[26]。

### 2022年
- 4月3日 - 5月21日，舉辦=LOVE全國巡演2022「どう考えても、君ってイコラブのこと好きじゃん。」[27]。
- 5月25日，發行第十一張單曲《那是我比不上的人》[28]。
- 9月25日，於國立代代木競技場 第一体育館舉行「=LOVE 5th ANNIVERSARY PREMIUM CONCERT」，齊藤なぎさ宣布畢業。
- 9月28日，發行第十二張單曲《Be Selfish》[29]。

### 2023年
- 1月28日 - 2月12日，舉辦=LOVE全國巡演2023「Today is your Trigger」。
- 2月22日，發行第十三張單曲《這天空打響了心動》[30]。
- 3月2日，於日本武道館進行=LOVE全國巡演2023「Today is your Trigger」的追加公演。
- 7月19日，發行第十四張單曲《夏日之聲》[31]。
- 9月22日，團體第一部電影「=LOVE Today is your Trigger THE MOVIE」正式上映。
- 10月18日-19日，於埼玉超級競技場舉辦6周年演唱會「=LOVE 6th ANNIVERSARY PREMIUM CONCERT」。
- 11月29日，發行第十五張單曲《只知道後調》[32]。

### 2024年
- 3月6日，發行第十六張單曲《詛咒吧詛咒吧》[33]。
- 7月31日，發行第十七張單曲《絕對不要放棄當偶像》。
- 9月7日-8日，於K-Arena橫濱舉辦7周年演唱會「=LOVE 7th ANNIVERSARY PREMIUM CONCERT」。

### 2025年
- 2月2日 - 5月6日，舉辦＝LOVE全國巡演2025「～Timeless Tales～」[34]。
- 2月26日，發行第十八張單曲《成為你的、特別/戀人以上、喜歡未滿》。
- 4月4日，團體第二部電影「＝LOVE 7th ANNIVERSARY PREMIUM CONCERT THE MOVIE」正式上映[35]。
- 7月12日-13日，於有明體育館進行＝LOVE ARENA TOUR 2025「～Timeless Tales～」的追加公演[36]。

## 成員
| 姓名            | 读音 | 生日           | 出身地   | 備註                                         |
| --------------- | ---- | -------------- | -------- | -------------------------------------------- |
| 大谷映美里      |      | 1998年3月15日  | 東京都   | 曾為Akishibu Project（）的成員               |
| 大場花菜        |      | 2000年2月4日   | 埼玉縣   |                                              |
| 音嶋莉沙        |      | 1998年8月11日  | 福岡縣   | 曾為iDOL Street的候補生 曾為HKT48第4期研究生 |
| 齋藤樹愛羅      |      | 2004年11月26日 | 栃木縣   | 曾為amorecarina東京（アモレカリーナ東京）的成员 最年少         |
| 佐佐木舞香 （佐々木舞香） |      | 2000年1月21日  | 愛知縣   | 曾為穗之國少女（穂の国娘。）的成員                     |
| 高松瞳 （）     |      | 2001年1月19日  | 東京都   |                                              |
| 瀧脇笙古        |      | 2001年7月9日   | 神奈川縣 |                                              |
| 野口衣織        |      | 2000年4月26日  | 茨城縣   |                                              |
| 諸橋沙夏        |      | 1996年8月3日   | 福島縣   | 曾為聖☆少女合唱團和Baby Tiara的成員 最年長   |
| 山本杏奈        |      | 1997年11月30日 | 廣島縣   | 曾為SPL∞ASH的成員 =LOVE隊長                  |

### 前成員
| 姓名          | 读音 | 生日          | 出身地   | 离团日期      | 備註 |
| ------------- | ---- | ------------- | -------- | ------------- | ---- |
| 佐竹音乃 （） |      | 1998年11月6日 | 群馬縣   | 2021年3月6日  |      |
| 齊藤渚 （齊藤なぎさ）   |      | 2003年7月6日  | 神奈川縣 | 2023年1月13日 |      |

## 作品
※「最高排位」为单曲或专辑在Oricon週榜的最高名次。

### 单曲
| 序號 | 發售日         | 名称                                  | 發售形態   | 唱片編號     | 形態                  | 最高排位 |
| ---- | -------------- | ------------------------------------- | ---------- | ------------ | --------------------- | -------- |
| 1    | 2017年9月6日   | 《=LOVE》                             | CD+DVD     | VVCL-1108/9  | 初回生產限定盤 Type-A | 第8名    |
| 1    | 2017年9月6日   | 《=LOVE》                             | CD+DVD     | VVCL-1110/1  | 初回生產限定盤 Type-B | 第8名    |
| 1    | 2017年9月6日   | 《=LOVE》                             | CD         | VVCL-1112    | 通常盤 Type-C         | 第8名    |
| 2    | 2017年12月6日  | 《我們的制服聖誕節》                  | CD+DVD     | VVCL-1135/6  | 初回生產限定盤 Type-A | 第3名    |
| 2    | 2017年12月6日  | 《我們的制服聖誕節》                  | CD+DVD     | VVCL-1137/8  | 初回生產限定盤 Type-B | 第3名    |
| 2    | 2017年12月6日  | 《我們的制服聖誕節》                  | CD         | VVCL-1139    | 通常盤 Type-C         | 第3名    |
| 3    | 2018年5月16日  | 《為時已晚的警告》                    | CD+DVD     | VVCL-1237/8  | 初回生產限定盤 Type-A | 第3名    |
| 3    | 2018年5月16日  | 《為時已晚的警告》                    | CD+DVD     | VVCL-1239/40 | 初回生產限定盤 Type-B | 第3名    |
| 3    | 2018年5月16日  | 《為時已晚的警告》                    | CD         | VVCL-1241    | 通常盤 Type-C         | 第3名    |
| 4    | 2018年10月17日 | 《Want you! Want you!》               | CD+DVD     | VVCL-1300/1  | 初回生產限定盤 Type-A | 第2名    |
| 4    | 2018年10月17日 | 《Want you! Want you!》               | CD+DVD     | VVCL-1302/3  | 初回生產限定盤 Type-B | 第2名    |
| 4    | 2018年10月17日 | 《Want you! Want you!》               | CD         | VVCL-1304    | 通常盤 Type-C         | 第2名    |
| 5    | 2019年4月24日  | 《去尋找鑽石百合》                    | CD+DVD     | VVCL-1435/6  | 初回生產限定盤 Type-A | 第2名    |
| 5    | 2019年4月24日  | 《去尋找鑽石百合》                    | CD+DVD     | VVCL-1437/8  | 初回生產限定盤 Type-B | 第2名    |
| 5    | 2019年4月24日  | 《去尋找鑽石百合》                    | CD         | VVCL-1439    | 通常盤 Type-C         | 第2名    |
| 6    | 2019年10月30日 | 《好狡猾 好狡猾》                     | CD+DVD     | VVCL-1560/1  | 初回生產限定盤 Type-A | 第1名    |
| 6    | 2019年10月30日 | 《好狡猾 好狡猾》                     | CD+DVD     | VVCL-1562/3  | 初回生產限定盤 Type-B | 第1名    |
| 6    | 2019年10月30日 | 《好狡猾 好狡猾》                     | CD+DVD     | VVCL-1564/5  | 初回生產限定盤 Type-C | 第1名    |
| 6    | 2019年10月30日 | 《好狡猾 好狡猾》                     | CD         | VVCL-1566    | 通常盤 Type-D         | 第1名    |
| 7    | 2020年7月8日   | 《CAMEO》                             | CD+DVD     | VVCL-1650/1  | 初回生產限定盤 Type-A | 第2名    |
| 7    | 2020年7月8日   | 《CAMEO》                             | CD+DVD     | VVCL-1652/3  | 初回生產限定盤 Type-B | 第2名    |
| 7    | 2020年7月8日   | 《CAMEO》                             | CD+DVD     | VVCL-1654/5  | 初回生產限定盤 Type-C | 第2名    |
| 7    | 2020年7月8日   | 《CAMEO》                             | CD         | VVCL-1656    | 通常盤 Type-D         | 第2名    |
| 8    | 2020年11月24日 | 《青春“潛意識”》                      | CD+DVD     | VVCL-1780/1  | 初回生產限定盤 Type-A | 第1名    |
| 8    | 2020年11月24日 | 《青春“潛意識”》                      | CD+DVD     | VVCL-1782/3  | 初回生產限定盤 Type-B | 第1名    |
| 8    | 2020年11月24日 | 《青春“潛意識”》                      | CD+DVD     | VVCL-1784/5  | 初回生產限定盤 Type-C | 第1名    |
| 8    | 2020年11月24日 | 《青春“潛意識”》                      | CD         | VVCL-1786    | 通常盤 Type-D         | 第1名    |
| 9    | 2021年8月25日  | 《週末檸檬蛋糕》                      | CD+DVD     | VVCL-1926/7  | 初回生產限定盤 Type-A | 第2名    |
| 9    | 2021年8月25日  | 《週末檸檬蛋糕》                      | CD+DVD     | VVCL-1928/9  | 初回生產限定盤 Type-B | 第2名    |
| 9    | 2021年8月25日  | 《週末檸檬蛋糕》                      | CD+DVD     | VVCL-1930/1  | 初回生產限定盤 Type-C | 第2名    |
| 9    | 2021年8月25日  | 《週末檸檬蛋糕》                      | CD         | VVCL-1932    | 通常盤 Type-D         | 第2名    |
| 10   | 2021年12月15日 | 《The 5th》                           | CD+DVD     | VVCL-1976/7  | 初回生產限定盤 Type-A | 第2名    |
| 10   | 2021年12月15日 | 《The 5th》                           | CD+DVD     | VVCL-1978/9  | 初回生產限定盤 Type-B | 第2名    |
| 10   | 2021年12月15日 | 《The 5th》                           | CD+DVD     | VVCL-1980/1  | 初回生產限定盤 Type-C | 第2名    |
| 10   | 2021年12月15日 | 《The 5th》                           | CD         | VVCL-1982    | 通常盤 Type-D         | 第2名    |
| 11   | 2022年5月25日  | 《那是我比不上的人》                  | CD+DVD     | VVCL-2033/4  | 初回生產限定盤 Type-A | 第2名    |
| 11   | 2022年5月25日  | 《那是我比不上的人》                  | CD+DVD     | VVCL-2035/6  | 初回生產限定盤 Type-B | 第2名    |
| 11   | 2022年5月25日  | 《那是我比不上的人》                  | CD+DVD     | VVCL-2037/8  | 初回生產限定盤 Type-C | 第2名    |
| 11   | 2022年5月25日  | 《那是我比不上的人》                  | CD         | VVCL-2039    | 通常盤 Type-D         | 第2名    |
| 12   | 2022年9月28日  | 《Be Selfish》                        | CD+DVD     | VVCL-2110/1  | 初回生產限定盤 Type-A | 第1名    |
| 12   | 2022年9月28日  | 《Be Selfish》                        | CD+DVD     | VVCL-2112/3  | 初回生產限定盤 Type-B | 第1名    |
| 12   | 2022年9月28日  | 《Be Selfish》                        | CD+DVD     | VVCL-2114/5  | 初回生產限定盤 Type-C | 第1名    |
| 12   | 2022年9月28日  | 《Be Selfish》                        | CD+DVD     | VVCL-2116/7  | 初回生產限定盤 Type-D | 第1名    |
| 12   | 2022年9月28日  | 《Be Selfish》                        | CD         | VVCL-2118    | 通常盤 Type-E         | 第1名    |
| 13   | 2023年2月22日  | 《這天空打響了心動》                  | CD+DVD     | VVCL-2198/9  | 初回生產限定盤 Type-A | 第2名    |
| 13   | 2023年2月22日  | 《這天空打響了心動》                  | CD+DVD     | VVCL-2190/1  | 初回生產限定盤 Type-B | 第2名    |
| 13   | 2023年2月22日  | 《這天空打響了心動》                  | CD+DVD     | VVCL-2192/3  | 初回生產限定盤 Type-C | 第2名    |
| 13   | 2023年2月22日  | 《這天空打響了心動》                  | CD+DVD     | VVCL-2194/5  | 初回生產限定盤 Type-D | 第2名    |
| 13   | 2023年2月22日  | 《這天空打響了心動》                  | CD         | VVCL-2196    | 通常盤 Type-E         | 第2名    |
| 14   | 2023年7月19日  | 《夏日之聲》                          | CD+DVD     | VVCL-2302/3  | 初回生產限定盤 Type-A | 第1名    |
| 14   | 2023年7月19日  | 《夏日之聲》                          | CD+DVD     | VVCL-2304/5  | 初回生產限定盤 Type-B | 第1名    |
| 14   | 2023年7月19日  | 《夏日之聲》                          | CD+DVD     | VVCL-2306/7  | 初回生產限定盤 Type-C | 第1名    |
| 14   | 2023年7月19日  | 《夏日之聲》                          | CD+DVD     | VVCL-2308/9  | 初回生產限定盤 Type-D | 第1名    |
| 14   | 2023年7月19日  | 《夏日之聲》                          | CD         | VVCL-2310    | 通常盤 Type-E         | 第1名    |
| 15   | 2023年11月29日 | 《只知道後調》                        | CD+DVD     | VVCL-2360/1  | 初回生產限定盤 Type-A | 第1名    |
| 15   | 2023年11月29日 | 《只知道後調》                        | CD+DVD     | VVCL-2362/3  | 初回生產限定盤 Type-B | 第1名    |
| 15   | 2023年11月29日 | 《只知道後調》                        | CD+DVD     | VVCL-2364/5  | 初回生產限定盤 Type-C | 第1名    |
| 15   | 2023年11月29日 | 《只知道後調》                        | CD+Blu-ray | VVCL-2366/7  | 初回生產限定盤 Type-D | 第1名    |
| 15   | 2023年11月29日 | 《只知道後調》                        | CD         | VVCL-2368    | 通常盤 Type-E         | 第1名    |
| 16   | 2024年3月6日   | 《詛咒吧詛咒吧》                      | CD+DVD     | VVCL-2450/1  | 初回生產限定盤 Type-A | 第2名    |
| 16   | 2024年3月6日   | 《詛咒吧詛咒吧》                      | CD+DVD     | VVCL-2452/3  | 初回生產限定盤 Type-B | 第2名    |
| 16   | 2024年3月6日   | 《詛咒吧詛咒吧》                      | CD+DVD     | VVCL-2454/5  | 初回生產限定盤 Type-C | 第2名    |
| 16   | 2024年3月6日   | 《詛咒吧詛咒吧》                      | CD+Blu-ray | VVCL-2456/7  | 初回生產限定盤 Type-D | 第2名    |
| 16   | 2024年3月6日   | 《詛咒吧詛咒吧》                      | CD         | VVCL-2458    | 通常盤 Type-E         | 第2名    |
| 17   | 2024年7月31日  | 《絕對不要放棄當偶像》                | CD+DVD     | VVCL-2518/9  | 初回生產限定盤 Type-A | 第2名    |
| 17   | 2024年7月31日  | 《絕對不要放棄當偶像》                | CD+DVD     | VVCL-2520/1  | 初回生產限定盤 Type-B | 第2名    |
| 17   | 2024年7月31日  | 《絕對不要放棄當偶像》                | CD+DVD     | VVCL-2522/3  | 初回生產限定盤 Type-C | 第2名    |
| 17   | 2024年7月31日  | 《絕對不要放棄當偶像》                | CD+Blu-ray | VVCL-2524/5  | 初回生產限定盤 Type-D | 第2名    |
| 17   | 2024年7月31日  | 《絕對不要放棄當偶像》                | CD         | VVCL-2526    | 通常盤 Type-E         | 第2名    |
| 18   | 2025年2月26日  | 《成為你的、特別/戀人以上、喜歡未滿》 | CD+DVD     | VVCL-2601/2  | 初回生產限定盤 Type-A |          |
| 18   | 2025年2月26日  | 《成為你的、特別/戀人以上、喜歡未滿》 | CD+DVD     | VVCL-2603/4  | 初回生產限定盤 Type-B |          |
| 18   | 2025年2月26日  | 《成為你的、特別/戀人以上、喜歡未滿》 | CD+DVD     | VVCL-2605/6  | 初回生產限定盤 Type-C |          |
| 18   | 2025年2月26日  | 《成為你的、特別/戀人以上、喜歡未滿》 | CD+Blu-ray | VVCL-2607/8  | 初回生產限定盤 Type-D |          |
| 18   | 2025年2月26日  | 《成為你的、特別/戀人以上、喜歡未滿》 | CD+Blu-ray | VVCL-2658/9  | 初回生產限定盤Type-E  |          |
| 18   | 2025年2月26日  | 《成為你的、特別/戀人以上、喜歡未滿》 | CD         | VVCL-2609    | 通常盤Type-F          |          |

### 專輯
| 序號 | 發售日        | 名称             | 發售形態   | 唱片編號    | 形態   | 最高排位 | 備註 |
| ---- | ------------- | ---------------- | ---------- | ----------- | ------ | -------- | ---- |
| 1    | 2021年5月12日 | 《全部，保密。》 | CD+Blu-ray | VVCL-1856/7 | Type-A | 第1名    |      |
| 1    | 2021年5月12日 | 《全部，保密。》 | CD+Blu-ray | VVCL-1858/9 | Type-B | 第1名    |      |
| 1    | 2021年5月12日 | 《全部，保密。》 | CD         | VVCL-1869   | Type-C | 第1名    |      |

### 特別歌曲
| 序號 | 名称 | 備註                                                               |
| ---- | ---- | ------------------------------------------------------------------ |
| 1    |      | 與≠ME合唱的應援歌曲 歌曲創作的原由是祈求疫情盡快結束再次與大家見面 |
| 2    |      | 與≠ME、≒JOY合唱的歌曲                                              |
| 3    |      | 齊藤渚的畢業歌曲                                                   |
| 4    |      | 山本杏奈的個人歌曲                                                 |
| 5    |      | 諸橋沙夏的個人歌曲                                                 |

### 演唱會
| 序號 | 發售日        | 名称                                                                       | 發售形態   | 唱片編號       | 形態                  |
| ---- | ------------- | -------------------------------------------------------------------------- | ---------- | -------------- | --------------------- |
| 1    | 2020年9月2日  |                                                                            | 2DVD       | VVBL-136/7     | 初回生產限定盤        |
| 1    | 2020年9月2日  | BD                                                                         | VVXL-68    | 初回生產限定盤 |                       |
| 1    | 2020年9月2日  |                                                                            | 2DVD       | VVBL-138/9     | 初回生產限定盤        |
| 1    | 2020年9月2日  | BD                                                                         | VVXL-70    | 初回生產限定盤 |                       |
| 2    | 2021年2月8日  | =LOVE 3rd ANNIVERSARY PREMIUM CONCERT                                      | 2DVD       | VVBL-          | 初回生產限定盤        |
| 2    | 2021年2月8日  | =LOVE 3rd ANNIVERSARY PREMIUM CONCERT                                      | BD         | VVXL-          | 初回生產限定盤        |
| 3    | 2021年6月30日 | You all are "My ideal" 〜日本武道館〜                                      | BD         | VVXL-72/3      | 初回生產限定盤 Type-A |
| 3    | 2021年6月30日 | You all are "My ideal" 〜日本武道館〜                                      | BD         | VVXL-74        | 初回生產限定盤 Type-B |
| 3    | 2021年6月30日 | You all are "My ideal" 〜日本武道館〜                                      | DVD        | VVBL-150/1     | 初回生產限定盤 Type-C |
| 4    | 2022年3月16日 | =LOVE 全国ツアー「全部、内緒。」〜横浜アリーナ〜                           | 2Blu-ray   | VVXL-79        | 初回生產限定盤 Type-A |
| 4    | 2022年3月16日 | =LOVE 全国ツアー「全部、内緒。」〜横浜アリーナ〜                           | 2DVD       | VVBL-156       | 初回生產限定盤 Type-B |
| 5    | 2022年8月10日 | =LOVE 4th ANNIVERSARY PREMIUM CONCERT                                      | 2Blu-ray   | VVXL-88        | 初回生產限定盤 Type-A |
| 5    | 2022年8月10日 | =LOVE 4th ANNIVERSARY PREMIUM CONCERT                                      | 2DVD       | VVBL-165/6     | 初回生產限定盤 Type-B |
| 6    | 2023年3月22日 | =LOVE～齊藤なぎさ卒業コンサート～現役アイドルちゅ～みんなのこと大好きだよ♡ | Blu-ray+CD | VVXL-140/1     | 完全生產限定盤        |
| 6    | 2023年3月22日 | =LOVE～齊藤なぎさ卒業コンサート～現役アイドルちゅ～みんなのこと大好きだよ♡ | DVD        | VVBL-184       | 通常盤                |
| 7    | 2023年3月22日 | =LOVE 全国ツアー2022 「どう考えても、君ってイコラブのこと好きじゃん        | Blu-ray    | VVXL-142       | 通常盤Type-A          |
| 7    | 2023年3月22日 | =LOVE 全国ツアー2022 「どう考えても、君ってイコラブのこと好きじゃん        | 2DVD       | VVBL-186/7     | 通常盤Type-B          |
| 8    | 2023年4月26日 | =LOVE 5th ANNIVERSARY PREMIUM CONCERT                                      | 2Blu-ray   | VVXL-157/8     | 初回生產限定盤        |
| 8    | 2023年4月26日 | =LOVE 5th ANNIVERSARY PREMIUM CONCERT                                      | Blu-ray    | VVXL-159       | 通常盤                |
| 8    | 2023年4月26日 | =LOVE 5th ANNIVERSARY PREMIUM CONCERT                                      | DVD        | VVBL-195       | 通常盤                |
| 9    | 2024年3月27日 | =LOVE全国ツアー2023「Today is your Trigger」                               | 2Blu-ray   | VVXL-186/7     | 初回生產限定盤        |
| 9    | 2024年3月27日 | =LOVE全国ツアー2023「Today is your Trigger」                               | Blu-ray    | VVXL-188       | 初回生產限定盤        |
| 9    | 2024年3月27日 | =LOVE全国ツアー2023「Today is your Trigger」                               | DVD        | VVBL-203       | 通常盤                |
| 10   | 2024年6月26日 | =LOVE 6th ANNIVERSARY PREMIUM CONCERT                                      | 2Blu-ray   | VVXL-205/6     | 初回生產限定盤        |
| 10   | 2024年6月26日 | =LOVE 6th ANNIVERSARY PREMIUM CONCERT                                      | Blu-ray    | VVXL-207       | 通常盤                |
| 10   | 2024年6月26日 | =LOVE 6th ANNIVERSARY PREMIUM CONCERT                                      | DVD        | VVBL-208       | 通常盤                |

## 外部連結
- 官方网站 （日語）
- =LOVE的X（前Twitter） （日語）
- =LOVE的Instagram帳戶 （日語）
- YouTube上的=LOVE頻道 （日語）
- =LOVE的SHOWROOM專頁 （日語）
- =LOVE × SHOWROOM 個人直播企劃專頁 （页面存档备份，存于） （日語）